# Економічне співтовариство країн Східної та Південної Африки

Члени співтовариства
Поточні учасники
Колишні учасники

Економічне співтовариство країн Східної та Південної Африки, КОМЕСА (англ. Community of East and South Africa, COMESA) — інтеграційне об'єднання у вигляді зони преференційної торгівлі, що передбачає поетапне створення спочатку зони вільної торгівлі, а потім митного союзу і спільного ринку, засноване 1993 року.
Членами КОМЕСА є 19 держав: Бурунді, Демократична Республіка Конго, Джибуті, Замбія, Зімбабве, Еритрея, Есватіні, Ефіопія, Єгипет, Кенія, Коморські Острови, Лівія, Маврикій, Мадагаскар, Малаві, Руанда, Сейшельські Острови, Сомалі, Судан, Туніс, Уганда.